# Hyposmocoma vermiculata
Hyposmocoma vermiculata là một loài bướm đêm thuộc họ Cosmopterigidae. Nó là loài đặc hữu của Hawaii và có thể Molokai. Loài địa phương ở Kilauea.